# فيليبي تابيا
فيليبي تابيا (بالإسبانية: Felipe Tapia)‏ هو سباح تشيلي، ولد في 25 أبريل 1995.

## وصلات خارجية
- فيليبي تابيا على موقع الاتحاد الدولي للسباحة (الإنجليزية)
- فيليبي تابيا على موقع أوليمبيديا (الإنجليزية)